# 费吴生
费吴生（George Ashmore Fitch，又译为乔治·费区、喬治·費奇，1883年1月23日—1979年1月21日），美國长老会牧师、基督教青年会领袖。
1883年1月23日，费吴生出生在中国苏州，是美北长老会传教士费启鸿（George Field Fitch，1845年-1923年）之子。1906年费吴生毕业于美国俄亥俄州沃斯特学院，1909年毕业于纽约协和神学院，并接受美國长老会按立为牧师，同年回到中国，任职于上海基督教青年会。1937年12月南京大屠杀期间，任南京国际安全区副主任。他秘密将由美国圣公会传教士约翰·马骥拍摄的大屠杀纪录片送到上海冲洗放映。

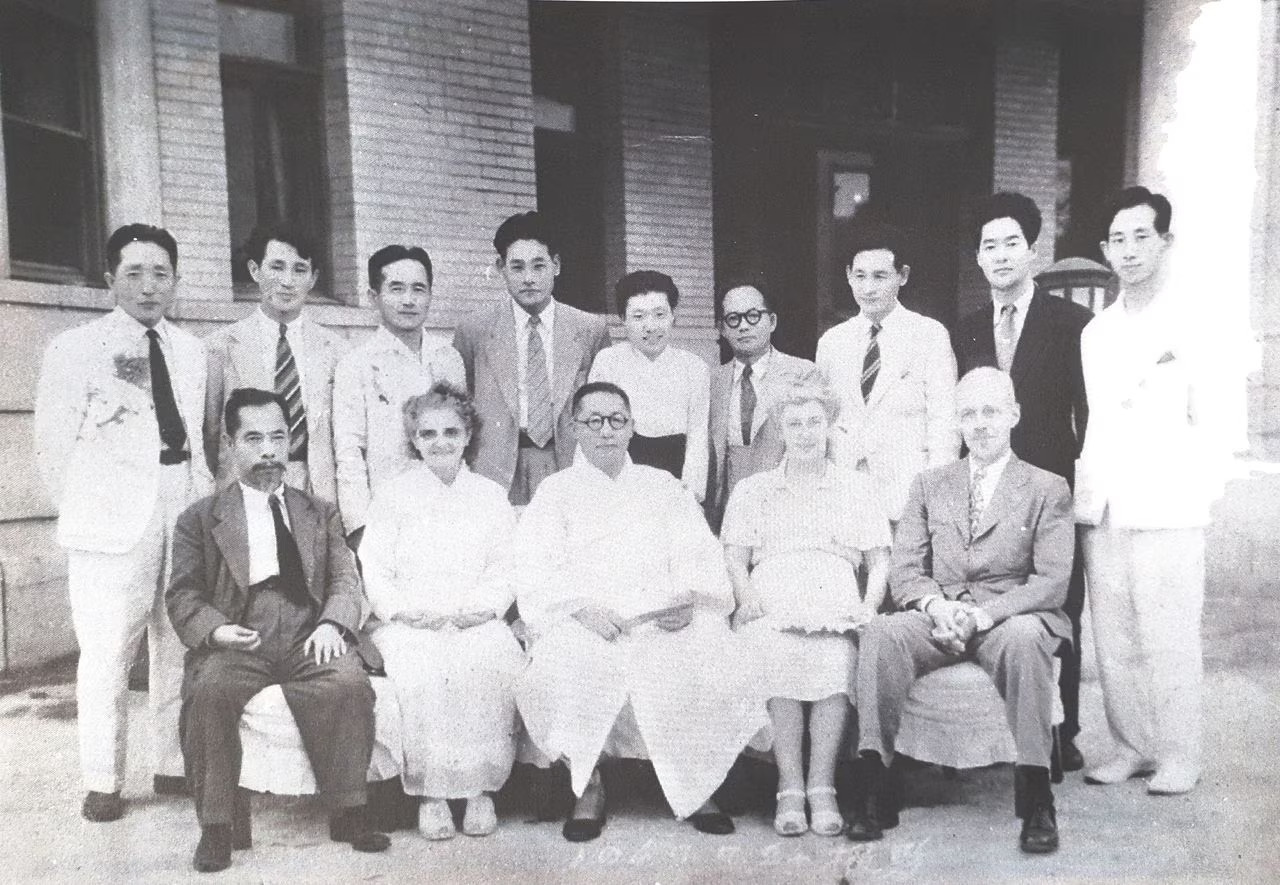
費吳生夫婦與韓國獨立運動人士金九等合影

1979年1月21日在美国洛杉矶逝世。
费吴生的孫子喬治·費奇是推動熱帶國家牙買加於1988年首次參加冬季奧運的功臣，其故事啟發了华特迪士尼影片的電影癲瘋總動員。

## 外部連結
- Excerpt from George Ashmore Fitch’s Circular Letter, December 24, 1937
- 耶魯神學院圖書館收藏的南京大屠殺傳教士目擊紀錄目錄
- 南京國際安全區委員會合照，右一是费吴生